# Sojuz 38
Sojuz 38 (ryska: Союз-38) var en flygning i det sovjetiska rymdprogrammet. Flygningen gick till rymdstationen Saljut 6 och var den sjunde i Interkosmosserien. Farkosten sköts upp med en Sojuz-U-raket från Kosmodromen i Bajkonur den 18 september 1980. Den dockade med rymdstationen den 19 september 1980. Farkosten lämnade rymdstationen den 26 september 1980. Några timmar senare återinträdde den i jordens atmosfär och landade i Sovjetunionen.